# Bistrița, Mehedinți
Bistrița este un sat în comuna Hinova din județul Mehedinți, Oltenia, România.